# Yamaha 125 AS
L'AS est un modèle de motocyclette de la gamme du constructeur japonais Yamaha.

## Historique
La première Yamaha 125 cm3 équipée d'un moteur bicylindre deux temps est la 125 AS1, elle sort en France en 1968.
Disponible en rouge ou en bleu, dotée d'un moteur extrêmement vif, au bruit aigu, elle ne souffrait que d'un freinage un peu juste. La tenue de route était perfectible (cadre simple berceau interrompu), mais dans l'ensemble elle écrasait la concurrence.
Lui a succédé en 1971 l'AS2, dotée d'un frein avant double came, d'une fourche type Ceriani (une fourche dénudée, sans soufflets, ni ressorts apparents ni caches), et d'un compte tours. Bien sûr, le look avait été revu et le réservoir à flancs chromés munis des caoutchoucs grippe genoux, qui équipait encore la plupart des motos avait été remplacé par un réservoir peint rouge/blanc ou bleu/blanc. À part ces détails, la AS2 est tout à fait identique à la AS1. Elle était vendue environ 3 000 francs.
L'AS3 survient en 1973, elle est profondément remaniée. Le frein avant double came est plus grand, l'ailettage des cylindres est différent, l'esthétique est complètement refondu, le moteur est plus souple. Une dernière version, l'AS3 Europa qui se distingue de la précédente par un réservoir agrandi et élargi clôturera l'ère de AS. Dès 1974, elle sera remplacée par la 125 RD dotée d'un moteur « torque induction » (clapet).